# Giorgos Merkis
Giorgos Merkis (en griego: Γιώργος Μερκής; n. Limassol, 30 de julio de 1984) es un futbolista chipriota que juega en la demarcación de defensa para el APOEL FC de la Primera División de Chipre. 

## Biografía
Tras formarse en la cantera del club, debutó como futbolista en 2001 con el Apollon Limassol. Desde entonces permanece en el club, habiendo ganado la Primera División de Chipre en 2006 imponiéndose al AC Omonia. Tras ganar el título consiguió la opción de ganar la Supercopa de Chipre el mismo año, título que consiguió al ganar al APOEL Nicosia por 3-1. Cuatro años más tarde ganó la Copa de Chipre por 2-1 contra el APOEL FC, marcando Merkis el gol de la victoria en el minuto 71; dándole opción de nuevo a ganar la super copa, perdiendo el título esta vez contra el Omonia Nicosia en los penaltis.

## Selección nacional
Debutó con la selección de fútbol de Chipre el 1 de marzo de 2006 en un partido del Torneo Internacional de Chipre contra Armenia que finalizó por 2-0 a favor del conjunto chipriota. Llegó a jugar la clasificación para la Eurocopa 2012, la clasificación para la Copa Mundial de Fútbol de 2014 y la clasificación para la Eurocopa 2016.

### Goles internacionales
| # | Fecha                   | Estadio                      | Oponente | Gol | Resultado | Competición                         |
| - | ----------------------- | ---------------------------- | -------- | --- | --------- | ----------------------------------- |
| 1 | 16 de noviembre de 2014 | Estadio GSP, Nicosia, Chipre | Andorra  | 1–0 | 5-0       | Clasificación para la Eurocopa 2016 |

## Clubes
| Club             | País   | Año         | Partidos | Goles |
| ---------------- | ------ | ----------- | -------- | ----- |
| Apollon Limassol | Chipre | 2001 - 2016 | 252      | 17    |
| APOEL FC         | Chipre | 2016 -      | 155      | 14    |

## Palmarés

### Campeonatos nacionales
| Título                     | Club             | País   | Año  |
| -------------------------- | ---------------- | ------ | ---- |
| Primera División de Chipre | Apollon Limassol | Chipre | 2006 |
| Supercopa de Chipre        | Apollon Limassol | Chipre | 2006 |
| Copa de Chipre             | Apollon Limassol | Chipre | 2010 |
| Copa de Chipre             | Apollon Limassol | Chipre | 2013 |
| Primera División de Chipre | APOEL FC         | Chipre | 2016 |
| Primera División de Chipre | APOEL FC         | Chipre | 2017 |
| Primera División de Chipre | APOEL FC         | Chipre | 2018 |
| Primera División de Chipre | APOEL FC         | Chipre | 2019 |
| Supercopa de Chipre        | APOEL FC         | Chipre | 2019 |